# Knut Nærum

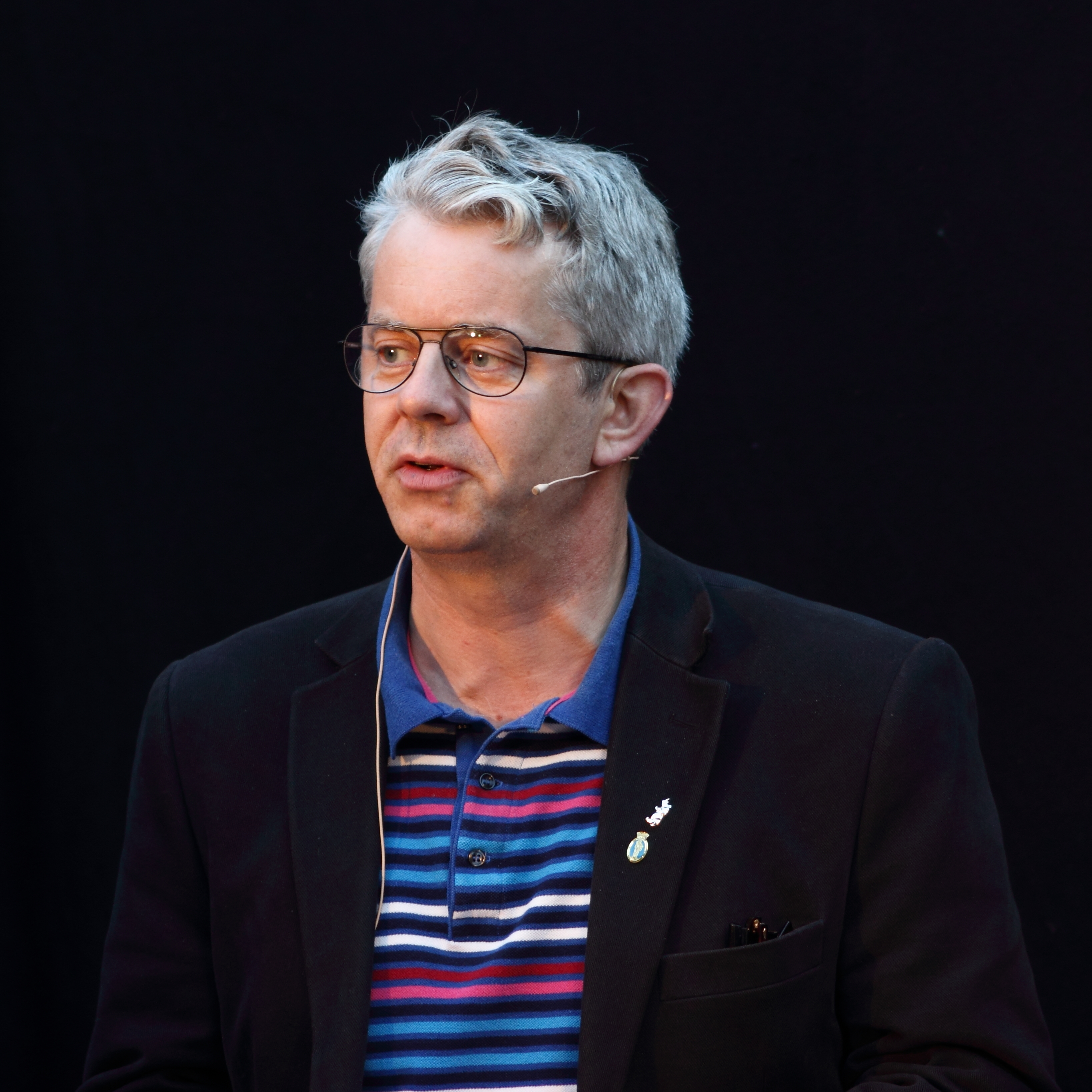
Knut Nærum, 2011

Knut Nærum (* 3. März 1961 in Arendal) ist ein norwegischer Autor und Satiriker. Er schrieb mehrere Humor- und Satirebücher und war von 1999 bis 2015 Teil der Sendung Nytt på nytt.

## Leben
Nærum lebte im Alter von vier bis 16 Jahren in Halden, bevor er ein Jahr auf der Inselgruppe Lofoten lebte und anschließend in Grimstad. In der Zeit von 1980 bis 1987 studierte er in Kristiansand Englisch, Norwegisch und Auslandsstudien. Während dieser Zeit arbeitete er unter anderem als Korrekturleser für Dagbladet und Nærum war als Songwriter und Gitarrist in verschiedenen Bands tätig. Ab 1988 arbeitete er unter anderem als Aushilfslehrer, Illustrator und Schauspieler für kleinere Produktionen. Im Jahr 1992 zog er nach Oslo, wo er als Autor für den Rundfunksender Norsk rikskringkasting zu arbeiten begann. Dort trat er auch vor der Kamera in Sendungen wie Egentlig auf. Im Jahr 1999 wurde er einer der beiden Teamkapitäns bei der NRK-Sendung Nytt på nytt. Er verblieb bis April 2015 bei der Sendung und war bis dahin Teil von 442 Sendungen. Seinen Ausstieg begründete er damit, mehr Zeit für neue Bücher haben zu wollen.
Neben seiner Tätigkeit für den NRK schrieb und illustrierte er mehrere Comicserien. Von 1991 bis 2000 fertigte er die Serie Bloid für die Zeitungen Ny Tid und Dagbladet an. Des Weiteren agierte er als Autor für Bühnenaufführungen. So schrieb Nærum unter anderem Mord over en lav sko (1987), Henrik Ibsens samlede verker på 68 minutter (2005) und Kon-Tiki 2: Thor Heyerdahl i landet under havet (2016). Nærum schrieb zudem ab 2000 mehrere Bücher und veröffentlichte Bilderbücher. Die Bücher gelten als Humor- und Satirewerke. Sein erstes Buch Å aus dem Jahr 2000 ist eine Parodie norwegischer Autoren, das Buch Sitt ned og hold kjeft aus dem Jahr 2009 wird als Anti-Selbstvertrauens-Buch beschrieben.
Nærum ist Mitglied der marxistischen Partei Rødt und stand für Wahlen für das norwegische Nationalparlament Storting mehrfach auf Wahllisten.

## Werke

### Bücher
- 2000: Å
- 2001: Norsk litteraturhistorie fritt etter hukommelsen
- 2002: Døde menn går på ski
- 2003: KRIG!
- 2004: En himmel full av stjerner
- 2005: Madonna-gåten (mit Elisabeth Botterli und Peder Udnæs)
- 2006: Løsningen på Madonna-gåten (mit Elisabeth Botterli und Peder Udnæs)
- 2007: Monster
- 2008: Sneglemannen
- 2008: De dødes båt
- 2009: PEER!
- 2009: Sitt ned og hold kjeft
- 2010: Ø
- 2011: Fire stykker
- 2013: Nordmenn som rimer
- 2013: Busemannen (mit Elisabeth Botterli, Peder Udnæs, Astrid Hagen und Jørgen Mehren)
- 2014: Æ
- 2015: Voodoo på vestkanten
- 2017: Barmhjertighet
- 2018: Den gåtefulle Oberon Qvist

### Bilderbücher
- 2003: Monkypop-saken (illustriert von Bjørn Ousland)
- 2004: Barnepolitiet (illustriert von Bjørn Ousland)
- 2005: Kalle Komet (illustriert von Bjørn Ousland)
- 2006: Kalle Komet og skreklingene (illustriert von Bjørn Ousland)
- 2007: Kalle Komet og meteormonsteret (illustriert von Bjørn Ousland)
- 2008: Slemme barn (illustriert von Bjørn Ousland)
- 2010: Kalle Komet og krympekanonen (illustriert von Bjørn Ousland)
- 2011: Kalle Komplett (illustriert von Bjørn Ousland)
- 2015: Glemmestedet (illustriert von Bjørn Ousland)